# Ekstraliga polska w rugby union (2022/2023)
Ekstraliga polska w rugby union (2022/2023) – sześćdziesiąty siódmy sezon najwyższej klasy rozgrywek ligowych rugby union drużyn piętnastoosobowych mężczyzn w Polsce, rozgrywany jesienią 2022 i wiosną 2023. Tytuł mistrza Polski zdobyła drużyna Budo 2011 Aleksandrów Łódzki, która w finale pokonała Ogniwo Sopot. Trzecie miejsce zajął broniący tytułu mistrzowskiego Orkan Sochaczew.

## System rozgrywek
Rozgrywki zaplanowano w systemie jesień – zima i podzielono na dwie fazy: zasadniczą i finałową. 
W fazie zasadniczej wszystkie drużyny ligi rozgrywały mecze systemem każdy z każdym, mecz i rewanż (runda jesienna i runda wiosenna). Za zwycięstwo drużyna otrzymywała 4 punkty, za remis 2 punkty, a za porażkę 0 punktów. Ponadto mogła w każdym meczu otrzymać 1 punkt bonusowy – za zdobycie co najmniej 4 przyłożeń lub za porażkę nie więcej niż siedmioma punktami. Walkower oznaczał wynik 25:0 oraz przyznanie zwycięskiej drużynie 5 punktów, a przegranej odjęcie 1 punktu. W przypadku równej ilości dużych punktów w tabeli ligowej, o klasyfikacji miały decydować kolejno: bilans bezpośrednich spotkań (mała tabela, uwzględniająca również punkty bonusowe), korzystniejszy bilans małych punktów, większa liczba zdobytych małych punktów, mniejsza liczba wykluczeń definitywnych, mniejsza liczba wykluczeń czasowych, wyższa lokata w poprzednim sezonie, losowanie.
W fazie finałowej zaplanowano dwa spotkania: drużyny sklasyfikowane na pierwszym i drugim miejscu tabeli fazy zasadniczej spotkały się w meczu finałowym, którego stawką było mistrzostwo Polski, a drużyny z trzeciego i czwartego miejsca – w meczu o trzecie miejsce. Gospodarzami tych spotkań były w obu przypadkach drużyny sklasyfikowane na wyższych miejscach w tabeli ligowej (czyli odpowiednio drużyny z pierwszego i trzeciego miejsca). Ostatnia drużyna Ekstraligi miała rozegrać mecz barażowy o prawo do gry w Ekstralidze w kolejnym sezonie ze zwycięzcą I ligi. Gospodarzem tego spotkania miała być drużyna, która broni się przed spadkiem z Ekstraligi. W przypadku remisu w tych spotkaniach o zwycięstwie miała decydować 20-minutowa dogrywka, a następnie konkurs kopów na bramkę. 
W składzie drużyny wpisanym do protokołu zawodów każda drużyna mogła umieścić maksymalnie 5 zawodników, którzy nie mają statusu Polaka w rozumieniu przepisów Polskiego Związku Rugby. Ponadto w składzie drużyny wpisanym do protokołu zawodów musiało znaleźć się co najmniej trzech zawodników urodzonych w 1999 lub młodszych, w tym co najmniej dwóch urodzonych w 2001 lub młodszych – za niezrealizowanie tego wymogu przewidziano możliwość odjęcia 1 punktu w tabeli rozgrywek.

## Uczestnicy rozgrywek
Do rozgrywek zakwalifikowano 10 drużyn:
| Drużyna                                                                                   | Lokata w poprzednim sezonie Ekstraligi |
| ----------------------------------------------------------------------------------------- | -------------------------------------- |
| Orkan Sochaczew                                                                           | 1                                      |
| Ogniwo Sopot                                                                              | 2                                      |
| Up Fitness Skra Warszawa                                                                  | 3                                      |
| Lechia Gdańsk                                                                             | 4                                      |
| Edach Budowlani Lublin                                                                    | 5                                      |
| Master Pharm Rugby Łódź (w trakcie sezonu zmieniła nazwę na Budo 2011 Aleksandrów Łódzki) | 6                                      |
| Arka Gdynia                                                                               | 7                                      |
| Juvenia Kraków                                                                            | 8                                      |
| Pogoń Awenta Siedlce                                                                      | 9                                      |
| Posnania                                                                                  | 10                                     |

## Faza zasadnicza
Start rozgrywek zaplanowano na 20 sierpnia 2021. Przed rozpoczęciem sezonu wśród faworytów do mistrzostwa wymieniano broniącego tytułu Orkana Sochaczew, wicemistrza – Ogniwo Sopot, a także Up Fitness Skrę Warszawa, która dokonała dużych wzmocnień składu, i Master Pharm Rugby Łódź.
Po rundzie jesiennej liderem było Ogniwo Sopot mimo jednego meczu rozegranego mniej od pozostałych zespołów z czołówki. Drugie miejsce zajmowało Master Pharm Rugby Łódź, które dwie porażki odniosło dopiero w ostatnich meczach rundy, a trzecie Up Fitness Skra Warszawa. Nieoczekiwanie na czwartym miejscu byli Edach Budowlani Lublin, a dopiero na piątym obrońcy tytułu mistrzowskiego, Orkan Sochaczew.
W przerwie zimowej drużyna Master Pharm Rugby Łódź zdecydowała o przeniesieniu swoich meczów do Aleksandrowa Łódzkiego i przyjęciu w rozgrywkach nowej nazwy – Budo 2011 Aleksandrów Łódzki. Z kolei Up Fitness Skra Warszawa straciła trzecie miejsce z powodu ukarania drużyny odjęciem 10 punktów za drugi walkower w sezonie. Brak odwołania od tej decyzji doprowadził do konfliktu pomiędzy zawodnikami i władzami klubu, w wyniku czego drużyna nie przystąpiła wiosną do rozgrywek, a 31 marca Komisja Gier i Dyscypliny Polskiego Związku Rugby podjęła decyzję o degradacji klubu z Ekstraligi z powodu trzech walkowerów. Wszystkie mecze rundy wiosennej Skry zweryfikowano jako walkowery na korzyść jej rywali.  
Wyniki spotkań:
|                              | Orkan Sochaczew | Ogniwo Sopot | Up Fitness Skra Warszawa | Lechia Gdańsk | Edach Budowlani Lublin | Budo 2011 Aleksandrów Łódzki | Arka Gdynia | Juvenia Kraków | Pogoń Awenta Siedlce | Posnania   |
| Orkan Sochaczew              | –               | 18:13        | 25:0 (wo.)               | 27:25         | 28:19                  | 24:30                        | 68:26       | 52:19          | 96:10                | 103:5      |
| Ogniwo Sopot                 | 19:10           | –            | 25:22                    |               | 30:24                  | 42:17                        | 43:3        | 59:7           | 71:3                 | 69:5       |
| Up Fitness Skra Warszawa     | 32:21           | 0:25 (wo.)   | –                        | 80:0          | 0:25 (wo.)             | 0:25 (wo.)                   | 0:25 (wo.)  | 28:12          | 0:25 (wo.)           | 101:7      |
| Lechia Gdańsk                | 0:49            | 34:43        | 25:0 (wo.)               | –             | 28:32                  | 33:50                        | 45:10       | 33:14          | 57:14                | 69:26      |
| Edach Budowlani Lublin       | 26:24           | 20:34        | 25:0 (wo.)               | 24:15         | –                      | 16:16                        | 40:7        | 23:11          | 78:17                | 25:0 (wo.) |
| Budo 2011 Aleksandrów Łódzki | 29:15           | 5:15         | 25:0 (wo.)               | 29:24         | 30:22                  | –                            | 56:5        | 41:20          | 83:7                 | 95:5       |
| Arka Gdynia                  | 5:115           | 23:39        | 12:57                    | 30:27         | 6:17                   | 10:28                        | –           | 33:45          | 36:12                | 94:7       |
| Juvenia Kraków               | 21:36           | 26:23        | 25:0 (wo.)               | 16:17         | 17:18                  | 17:49                        |             | –              | 43:8                 | 94:7       |
| Pogoń Awenta Siedlce         | 23:61           | 21:20        | 7:47                     | 17:30         | 10:31                  | 10:29                        | 17:25       | 17:37          | –                    | 82:12      |
| Posnania                     | 12:80           | 0:108        | 25:0 (wo.)               | 5:35          | 5:39                   | 5:51                         | 29:68       | 42:40          | 10:36                | –          |

Tabela(w kolorze zielonym wiersze z drużynami, które awansowały do fazy finałowej, w kolorze żółtym drużyna, która została zdegradowana):
| Pozycja | Drużyna                      | Mecze | Wygrane | Remisy | Porażki | Bilans punktów | Punkty bonusowe | Punkty razem |
| ------- | ---------------------------- | ----- | ------- | ------ | ------- | -------------- | --------------- | ------------ |
| 1.      | Budo 2011 Aleksandrów Łódzki | 18    | 15      | 1      | 2       | 688:270        | 19              | 77           |
| 2.      | Ogniwo Sopot                 | 18    | 15      | 0      | 3       | 719:258        | 15              | 75           |
| 3.      | Orkan Sochaczew              | 18    | 13      | 0      | 5       | 852:314        | 13              | 65           |
| 4.      | Edach Budowlani Lublin       | 18    | 13      | 1      | 4       | 504:278        | 11              | 65           |
| 5.      | Lechia Gdańsk                | 18    | 8       | 0      | 10      | 527:507        | 11              | 43           |
| 6.      | Juvenia Kraków               | 18    | 7       | 0      | 11      | 534:513        | 10              | 38           |
| 7.      | Arka Gdynia                  | 18    | 6       | 0      | 12      | 437:674        | 5               | 29           |
| 8.      | Pogoń Awenta Siedlce         | 18    | 4       | 0      | 14      | 300:756        | 3               | 19           |
| 9.      | Posnania                     | 18    | 2       | 0      | 16      | 294:1102       | 2               | 9            |
| 10.     | Up Fitness Skra Warszawa     | 18    | 6       | 0      | 12      | 367:359        | 0               | –72          |

Uwagi:
- W meczu Edachu Budowlanych Lublin z Up Fitness Skrą Warszawa na boisku padł wynik 24:24. Został zweryfikowany jako walkower na korzyść drużyny z Lublina za udział nieuprawnionego zawodnika w drużynie Up Fitness Skry Warszawa.
- W meczu Up Fitness Skry Warszawa z Master Pharm Rugby Łódź na boisku padł wynik 30:29. Został zweryfikowany jako walkower na korzyść drużyny z Łodzi za udział nieuprawnionego zawodnika w drużynie Up Fitness Skry Warszawa. Ponieważ był to drugi walkower tej samej drużyny, Skrze odjęto 10 punktów.
- Posnanii odjęto po jednym punkcie za brak wymaganej liczby młodzieżowców w meczach pierwszej kolejki przeciwko Orkanowi Sochaczew i czwartej kolejki przeciwko Arce Gdynia.
- Up Fitness Skrze Warszawa odjęto po jednym punkcie za brak wymaganej liczby młodzieżowców w meczach trzeciej kolejki przeciwko Orkanowi Sochaczew i czwartej kolejki przeciwko Ogniwu Sopot.
- Wszystkie mecze Up Fitness Skry Warszawa w rundzie wiosennej zweryfikowano jako walkowery na korzyść drużyn przeciwnych. Za każdy walkower Skrze odjęto 10 punktów.
- Mecz Edach Budowlanych Lublin z Posnanią nie odbył się. Został zweryfikowany jako walkower na korzyść drużyny z Lublina za brak stawienia się na meczu drużyny Posnanii.

## Faza finałowa

### Mecz o trzecie miejsce
Wynik meczu o trzecie miejsce:
| 10 czerwca 202317:00 | Orkan Sochaczew                                                                                      | 30:13(13:13) | Edach Budowlani Lublin                                     | Stadion Orkana, Sochaczew Sędzia: Dominik Jastrzębski |
| 10 czerwca 202317:00 | Pieter Steenkamp 15 (3pd 3K), Krystian Mechecki 5 (P), Krystian Olejek 5 (P), Marcin Krześniak 5 (P) | 30:13(13:13) | Nkululeko Ndlovu 8 (pd 2K), Kudakwashe Nyakufaringwa 5 (P) | Stadion Orkana, Sochaczew Sędzia: Dominik Jastrzębski |

### Finał
Mecz finałowy był zaciętym, wyrównanym spotkaniem, w którym padło tylko jedno przyłożenie, a wynik meczu decydował się w ostatnich minutach. Ogniwo szybko wyszło na prowadzenie 5:0, ale do przerwy Budo 2011 zmniejszyło stratę do dwóch punktów, a w ostatnich minutach meczu zdobyła kluczowe punkty z rzutów karnych.
Wynik finału:
| 11 czerwca 202218:30 | Budo 2011 Aleksandrów Łódzki               | 12:8(6:8) | Ogniwo Sopot                                       | Stadion im. Włodzimierza Smolarka, Aleksandrów Łódzki Sędzia: Łukasz Jasiński |
| 11 czerwca 202218:30 | Kamil Brzozowski 12 (4K)                   | 12:8(6:8) | Robert Olszewski 5 (P), Wojciech Piotrowicz 3 (dg) | Stadion im. Włodzimierza Smolarka, Aleksandrów Łódzki Sędzia: Łukasz Jasiński |
| 11 czerwca 202218:30 | Siokivaha Halaifonua · Łukasz Anuszkiewicz | 12:8(6:8) |                                                    | Stadion im. Włodzimierza Smolarka, Aleksandrów Łódzki Sędzia: Łukasz Jasiński |

## Klasyfikacja końcowa
Klasyfikacja końcowa:
| Pozycja | Drużyna                      |
| ------- | ---------------------------- |
| 1.      | Budo 2011 Aleksandrów Łódzki |
| 2.      | Ogniwo Sopot                 |
| 3.      | Orkan Sochaczew              |
| 4.      | Edach Budowlani Lublin       |
| 5.      | Lechia Gdańsk                |
| 6.      | Juvenia Kraków               |
| 7.      | Arka Gdynia                  |
| 8.      | Awenta Pogoń Siedlce         |
| 9.      | Posnania                     |
| 10.     | Up Fitness Skra Warszawa     |

## Statystyki
Najskuteczniejszym graczem Ekstraligi został Pieter Steenkamp z Orkana Sochaczew z dorobkiem 323 punktów. 

## I liga i II liga
Oprócz Ekstraligi rozgrywki prowadzone były na dwóch niższych poziomach ligowych: w I i II lidze. W I lidze uczestniczyło siedem drużyn: beniaminkiem na tym poziomie był Hegemon Mysłowice. W II lidze brało udział sześć drużyn: nowymi drużynami były Rugby Wrocław i rezerwy Budowlanych Lublin). 
W obu ligach rozgrywki składały się z fazy zasadniczej i finałowej. W fazie zasadniczej drużyny w obu ligach grały każdy z każdym, mecz i rewanż. W I lidze faza play-off składała się z meczów półfinałowych, w których uczestniczyły cztery najlepsze drużyny fazy zasadniczej, finału i meczu o trzecie miejsce, a także trójmeczu o piąte miejsce. W II lidze w fazie play-off rozgrywany był dwumecz finałowy pomiędzy drużynami, które zajęły dwa pierwsze miejsca po fazie zasadniczej. Ostatnia drużyna I ligi miała spaść poziom niżej, a najlepsza II ligi awansować poziom wyżej.
Mistrzem I ligi została drużyna Budowlani Commercecon Łódź, która w finale rozgrywek pokonała Spartę Jarocin. Ze względu na wcześniejszą degradację Skry Warszawa Budowlani Commercecon Łódź awansowali do Ekstraligi bez konieczności rozgrywania barażu. Mistrzem II ligi została drużyna Rugby Wrocław.
Końcowa klasyfikacja I i II ligi:
| I liga                           | II liga                    |
| -------------------------------- | -------------------------- |
| 1. KS Budowlani Commercecon Łódź | 1. Rugby Wrocław           |
| 2. Sparta Jarocin                | 2. AWP Budowlani II Lublin |
| 3. Arka Rumia                    | 3. Wataha Zielona Góra     |
| 4. Rugby Białystok               | 4. Res Energy RT Olsztyn   |
| 5. AZS AWF Warszawa              | 5. Miedziowi Lubin         |
| 6. Legia Warszawa                | 6. Rugby Ruda Śląska       |
| 7. Hegemon Mysłowice             |                            |

## Rozgrywki młodzieżowe
W zakończonych w 2023 rozgrywkach w kategoriach młodzieżowych mistrzostwo Polski wśród juniorów (U18) zdobyła drużyna KS Budowlanych Commercecon Łódź, a wśród kadetów (U16) Orkan Sochaczew.